# Богослав
Богослав је мушко хришћанско име које означава особу која слави бога. Грчка варијанта овог имена је „Thekla“ изведено од речи „teos“ (бог) и „kleos“ (слава). Ово име може бити варијанта имена Богдан, Богомир, Богомил и Теодор. Женска варијанта имена Богослав је Богосава.

## Популарност
У Словенији је ово име 2007. било међу првих 1.000 по популарности.